# Римокатоличка црква Светог Марка Еванђелисте у Старом Жеднику
Римокатоличка црква Светог Марка Еванђелисте у Старом Жеднику, насељеном месту на територији града Суботице, припада Суботичкој бискупији Римокатоличке цркве.
Црква је грађена у периоду од 1910. до 1912. године. Дужина цркве је 48,1m, а ширина 11,63m, висина лађе 10m, док је торањ био висок 47,15m, али је у олуји 1925. године срушен, али је обновљен на висини од 30m. 
Црква је украшавана 1936. године, има четири звона од којих је највеће 530, а најмање 30kg. Матице се воде од 1913. године, док је богослужбени језик хрватски и мађарски.